# Tainiolite
La tainiolite è un minerale appartenente al gruppo delle miche.